# Tarol
O tarol é um instrumento de percussão da família da caixa com afinacão um pouco mais aguda
O instrumento normalmente é tocando com uso de baquetas (do italiano bacchetta ou bacchio), um objeto em forma de pequeno bastão, e com uma das extremidades arredondadas usada para percutir, fabricado principalmente de madeiras ou fibras. Existem padrões do músico percussionista de segurar as baquetas em suas mãos, chamados de grip ou pegada. Existem sete tipos de manuseio: traditional grip, matched, french, american, german, ancient, overhand; as fundamentais são a traditional e a matched.

## Características
Possui duas peles: a superior onde se toca com o auxílio de duas baquetas e a outra na parte de baixo chamada de "pele resposta". Junto a essa "pele resposta" encontra-se a esteira que é o elemento que modifica o som da "pele resposta".